# Forêt nationale de Sobral
Pour les articles homonymes, voir Sobral.
La forêt nationale de Sobral (portugais : Floresta Nacional de Sobral) est une forêt nationale brésilienne. Elle se situe dans la région Nord-Est, dans l'État du Ceará.
Le parc fut créé en 2001 et couvre une superficie de 661,01 hectares.
Il s'étend sur le territoire de la municipalité de Sobral.